# Renato Civelli
Renato Civelli (ur. 14 października 1983 w Pehuajó) – argentyński piłkarz występujący na pozycji obrońcy. Obecnie gra w Banfield.

## Kariera klubowa
Civelli rozpoczął karierę w CA Banfield. Po dwóch latach gry w Argentynie został zauważony przez działaczy Olympique Marsylia, a następnie wypożyczony do tego klubu. Umowa na zasadzie wypożyczenia, podpisana została pod koniec stycznia 2006. Po zakończeniu sezonu 2006/2007 działacze prowansalskiego klubu zdecydowali się na wykupienie Argentyńczyka i w związku z tym zapłacili za niego niespełna 2 miliony euro. W 2007 Civelli został wypożyczony do Gimnasia y Esgrima La Plata, a następnie powrócił do Olympique. Od 2009 gra w klubie z San Lorenzo, z którego latem 2010 został trafił do Nicei. W latach 2013–2015 grał w Bursasporze, a latem 2015 przeszedł do Lille OSC. Od 2017 ponownie jest zawodnikiem Banfield
| Sezon   | Klub               | Kraj      | Rozgrywki        | Mecze | Bramki | Rozgrywki Europy | Mecze | Bramki |
| ------- | ------------------ | --------- | ---------------- | ----- | ------ | ---------------- | ----- | ------ |
| 2003/04 | Banfield           | Argentyna | Primera División | 14    | 0      | -                | -     | -      |
| 2004/05 | Banfield           | Argentyna | Primera División | 30    | 0      | -                | -     | -      |
| 2005/06 | Banfield           | Argentyna | Primera División | 18    | 1      | -                | -     | -      |
| 2005/06 | Olympique Marsylia | Francja   | Ligue 1          | 11    | 1      | Liga Europy UEFA | 2     | 0      |
| 2006/07 | Olympique Marsylia | Francja   | Ligue 1          | 21    | 3      | Liga Europy UEFA | 5     | 0      |
| 2007/08 | Gimnasia LP (wyp.) | Argentyna | Primera División | 29    | 1      | -                | -     | -      |
| 2008/09 | Olympique Marsylia | Francja   | Ligue 1          | 14    | 2      | Liga Europy UEFA | 4     | 0      |
| 2009/10 | San Lorenzo        | Argentyna | Primera División | 11    | 1      | -                | -     | -      |
| 2009/10 | OGC Nice (wyp.)    | Francja   | Ligue 1          | 17    | 1      | -                | -     | -      |
| 2010/11 | OGC Nice           | Francja   | Ligue 1          | 31    | 3      | -                | -     | -      |
| 2011/12 | OGC Nice           | Francja   | Ligue 1          | 31    | 4      | -                | -     | -      |
| 2012/13 | OGC Nice           | Francja   | Ligue 1          | 34    | 5      | -                | -     | -      |
| 2013/14 | Bursaspor          | Turcja    | Süper Lig        | 28    | 1      | Liga Europy UEFA | 2     | 0      |
| 2014/15 | Bursaspor          | Turcja    | Süper Lig        | 24    | 3      | Liga Europy UEFA | 2     | 0      |
| 2015/16 | Lille OSC          | Francja   | Ligue 1          | 32    | 0      | -                | -     | -      |
| 2016/17 | Lille OSC          | Francja   | Ligue 1          | 13    | 1      | Liga Europy UEFA | 2     | 0      |
| 2016/17 | Banfield           | Argentyna | Primera División | 13    | 1      | -                | -     | -      |
| 2017/18 | Banfield           | Argentyna | Primera División | 22    | 1      | -                | -     | -      |
| 2018/19 | Banfield           | Argentyna | Primera División | 23    | 0      | -                | -     | -      |
| 2019/20 | Banfield           | Argentyna | Primera División | 14    | 0      | -                | -     | -      |

Stan na: 22 stycznia 2020 r.

## Sukcesy
- 2006: Finalista Pucharu Francji z OM
- 2007: Finalista Pucharu Francji i wicemistrz Francji z OM